# Тіссеранів параметр
Тіссеранів параметр (англ. Tisserand’s parameter) чи Тіссеранів інваріант — комбінація елементів орбіти, що застосовується в обмеженій задачі трьох тіл. Названо на честь французького астронома Фелікса Тіссерана (1845–1896).

## Визначення
Для малого тіла з великою піввіссю {\displaystyle a\,\!}, ексцентриситетом {\displaystyle e\,\!}, та нахилом орбіти {\displaystyle i\,\!}, відносно до орбіти збурюючого великого тіла з великою піввіссю {\displaystyle a_{P}} Тіссеранів параметр визначається виразом:
{\displaystyle {\frac {a_{P}}{a}}+2\cdot {\sqrt {{\frac {a}{a_{P}}}(1-e^{2})}}\cos i}